# Золотое сердце (фильм)
Золотое сердце — советский музыкальный телефильм Украинской студии телевидения 1989 года. В главной роли София Ротару. Ко-режиссёром фильма стал В. Матецкий. Фильм снят в театрализованной инсценировке и частично на стадионах во время концертов. София Ротару, играя автобиографическую роль певицы, продолжает использование новых музыкальных направлений, освоенных уже в фильме Монолог о любви и идёт дальше, исполняя песни в откровенном жанре хард-рока. Фолк-поп проявляется в этом фильме только в песне «Ворожба».

## Саундтрек
- Только этого мало
- Золотое сердце
- Ворожба
- Потерянный мальчик
- Чёрный телефон
- Белая ночь
- Дикие лебеди
- Время моё
- Любовь не в радость
- Эхо
- На танго
- Свечи
- Червона рута

- Композиторы: В. Матецкий, А. Морозов, А. Розенбаум, Д. Павлов, В. Ивасюк
- Авторы слов: А. Тарковский, М. Шабров, А. Поперечний, Н. Заболоцкий, А. Розенбаум, Г. Поженян, Д. Панфилов, Владимир Высоцкий, В. Ивасюк